# Crepidoderoides
Crepidoderoides là một chi bọ cánh cứng trong họ Chrysomelidae.
Chi này được Chûjô miêu tả khoa học năm 1942.

## Các loài
Chi này gồm các loài:
- Crepidoderoides suturalis Medvedev, 1993